# Carl Kleman (sjömilitär)
Carl Kleman, född 28 januari 1820 i Karlskrona stadsförsamling, död 4 februari 1872 i Karlskrona amiralitetsförsamling, var en svensk sjömilitär och pionjär för sjöräddningsväsendet i Sverige. Han var far till Anna Kleman och Ellen Kleman.
Carl Kleman, som tog sjöofficersexamen 1837, arbetade först i handelsflottan till 1843 och därefter i örlogsflottan, där han till slut blev kommendörkapten.
Han fick som premiärlöjtnant 1854 i uppdrag att studera det nyligen inrättade Redningsvæsenet i Danmark. Han rekognoserade därefter Skånes sydkust efter lämpliga platser för att inrätta sjöräddningsstationer och föreslog i sin reserapport till Kongl. Förvaltningen af Sjö-Ärendena att staten skulle sätta upp en kombinerad båt- och raketstation i Mälarhusen och en raketstation i Brantevik (bägge senare Sandhammarens räddningsstation).  Beslut om detta togs 1854 och en sjöräddningsbåt beställdes an skeppsbyggaren Bonnesen i Christianshavn i Köpenhamn, som också levererat båtar till det danska Redningsvæsendet. Efter det att båten levererats till Karlskrona i slutet av 1855, organiserade Kleman transporten av båten till Mälarhusen och igångsättandet av verksamheten vid Räddningsstationen i Mälarhusen.
Kleman utsågs 1856 till inspektör för sjöräddningsväsendet, vilket underställdes Kongl. Förvaltningen af Sjö-Ärendena. Han kvarstod i befattningen till 1870.